# San Salvador (departamento de Entre Ríos)

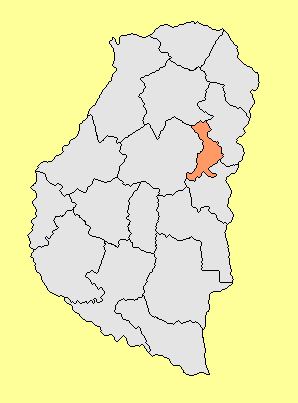

San Salvador é um departamento da Argentina, localizado na província de Entre Ríos.

## População
Segundo o Instituto Nacional de Estadisticas y Censos (INDEC)), o Departamento do San Salvador tem uma população de 18.000 habitantes.(aproximada 2005)

## Municípios
| Categoría | Município      | População | Prefeito            | Partido |
| --------- | -------------- | --------- | ------------------- | ------- |
| Primeira  | San Salvador   | 11.626    | Víctor Hugo Vilhem  | PJ      |
| Segunda   | General Campos | 2.982     | Alvaro Miguel Comas | PJ      |